# Nash Ambassador
Ambassador war der Name der größten Modellreihe von Nash Motors zwischen 1932 und 1957. Von 1958 bis zum Ende des Modelljahres 1974 war der Ambassador ein Produkt der American Motors Corporation, die den Namen ebenfalls für ihre Luxusmodellreihe nutzte. Von 1927 bis 1932 war der Ambassador die höchstwertige Ausstattungslinie der größten Nash-Modelle.

## „Ambassador“-Limousine (1927 – Anfang 1932)

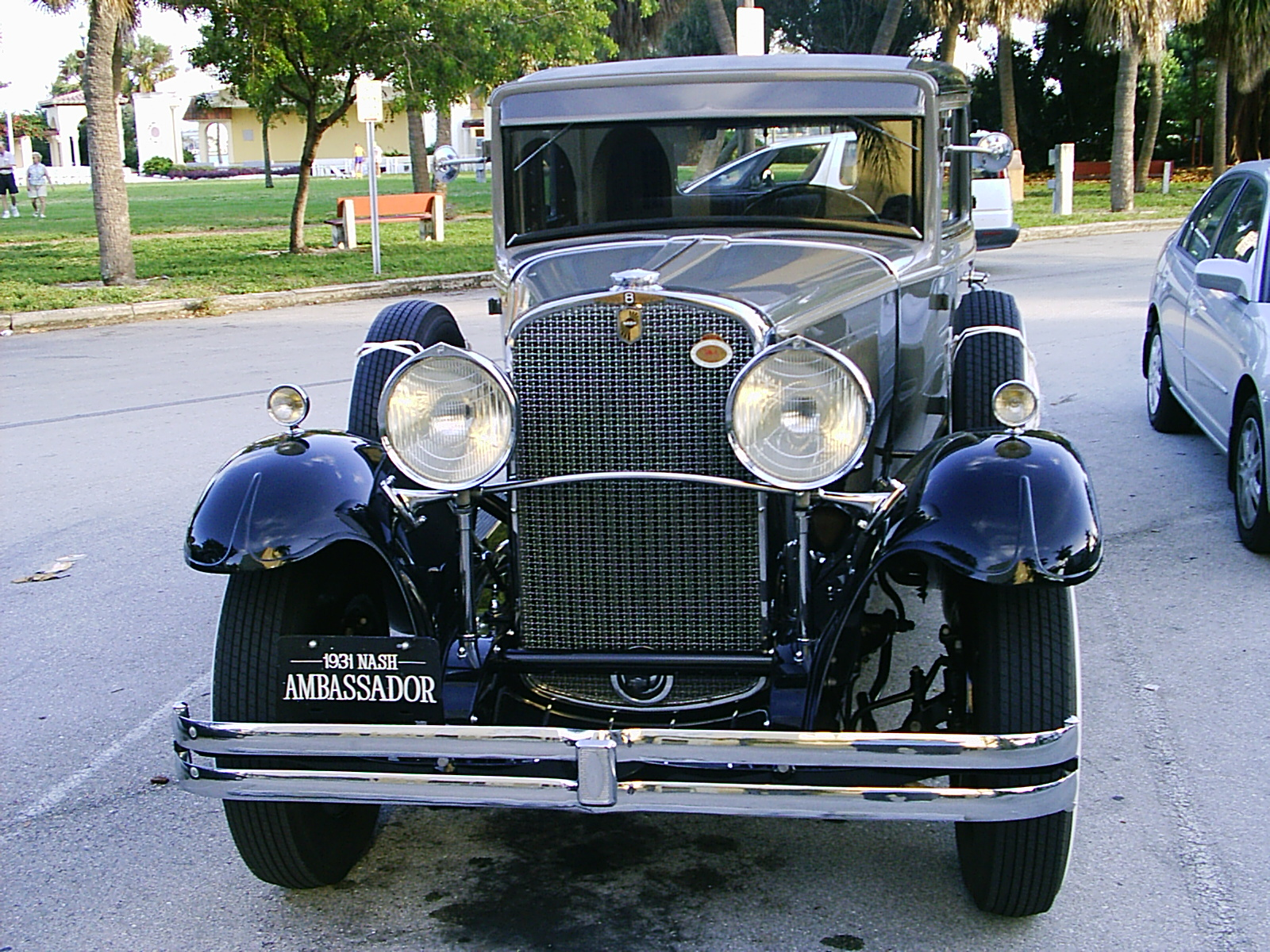
Nash Eight-90 Ambassador Limousine (1931)

Nash Motors benutzte den Namen Ambassador zum ersten Mal 1927 für eine besonders gut ausgestattete, 4-türige Limousine mit 5 Sitzplätzen der Modellreihe Nash Advanced Six (auch als Modell 267 bezeichnet). Als teuerstes Modell der Reihe hatte der Ambassador beste Polsterstoffe und andere edle Ausstattungsdetails, was zu einem Grundpreis von USD 2090 führte. 1929 gab der Ambassador die Rolle des teuersten Nash-Automobils an eine 7-sitzige Limousine, bzw. einen 7-sitzigen Pullman, ab, der noch bis 1934 gefertigt wurde.
Der Ambassador blieb bis 1930 Teil der „Advanced Six“-Baureihe. Dann wurde der neue „Nash Twin Ignition Eight“ mit dem Namen belegt. 1931 wurde dieser Wagen einfacher in „Eight-90“ umbenannt.

## Nash Ambassador (Mitte 1932–1948)
Mitte 1932 führte Nash den Ambassador Eight als selbständige Modellreihe ein, der in einer Anzahl von Karosserieausführungen – auch als Coupé und Victoria – angeboten wurde. Mit Radständen von 3378 mm und 3607 mm und kostspielig ausgestattet wurden diese Fahrzeuge wegen ihrer hohen Qualität, ihrer großen Haltbarkeit, ihres Stylings und ihrer hohen Geschwindigkeit als „Duesenbergs aus Kenosha“ apostrophiert. Sie waren Teil der zweiten Serie, die Nash 1932 herausbrachte und die vollkommen neue Karosserien und technische Verbesserungen bei allen von der Firma hergestellten Fahrzeugen zu bieten hatten. Mit Ausnahme von General Motors war Nash der einzige US-amerikanische Automobilhersteller, der im Jahre 1932 einen Profit erwirtschaften konnte. 1934 führte Nash ein neues Styling – „Speedstream“ genannt – ein, das umfangreiche Verzierungen an Karosserieteilen und Kotflügeln im Stil des Art déco beinhaltete. Vom Ambassador Eight wurden in diesem Jahr nur einige 4-türige Limousinenausführungen angeboten. 1935 wurde eine weitere Modellpflege mit noch mehr Verzierungen durchgeführt und man bot zusätzlich eine 2-türige Limousine an. Der Wagen hatte nun einen geringeren Radstand von 3175 mm und den kleineren Motor des früheren Modells Advanced Eight. Die riesigen klassischen Formen der Jahre 1930–1934 waren für Nash für immer passé.
Während der Ambassador von Mitte 1932 bis 1935 nur mit Nashs Achtzylinder-Reihenmotor angeboten wurde, gab es im Ambassador Six von 1936 auch den größten Reihensechszylinder von Nash, und zwar in einem Modell mit 3073 mm Radstand, das man vorher als Advanced Six kannte. 1937 fusionierte Nash mit der Kelvinator Corporation und Charlie Nashs handverlesener Nachfolger George W. Mason wurde Präsident der neuen Nash-Kelvinator Corporation. Im selben Jahr kehrten die Coupés und Cabriolets in die Ambassador-Baureihe zurück. Seit 1935 hatten die großen Nash-Modelle gleichartige Karosserien, die auf dem längeren Fahrgestell aufgebaut wurden, ebenso wie gleiche Motorhauben, Kotflügel (und bestimmte Ornamente), die die teureren Achtzylinder von den billigeren Sechszylindern unterschieden. Anfang 1937 wurde sogar der billige LaFayette in dieses Schema eingebunden. Dieses Prinzip wandte man bis zum letzten AMC Ambassador 1974 an, mit Ausnahme der Jahre 1962–1964, als der Rambler Ambassador und der Rambler Classic das gleiche Fahrgestell und die gleiche Fahrzeugfront besaßen.
Nur im Modelljahr 1941 trugen alle Nash-Modelle mit langen und kurzen Fahrgestellen den Namen Ambassador. Der Nash 600 mit einem Radstand von 2845 mm war das erste in Massenfertigung hergestellte Automobil mit Monocoque-Konstruktion. Von 1941 bis 1948 wurden die Nash Ambassador mit dieser Monocoque-Konstruktion (Rahmen und Aufbau verschweißt) auf einem konventionellen zweiten Rahmen aufgebaut gefertigt, was sie zu unglaublich steifen und soliden Automobilen machte. Der Ambassador 600 von 1941 war auch der einzige Ambassador, der von einem seitengesteuerten Motor (L-Head) angetrieben wurde. Im (kriegsbedingt) kurzen Modelljahr 1942 blieb Nash bei dieser Konstruktion, wobei der 600 nicht mehr Ambassador hieß.
Wie von der US-Regierung angeordnet, stellte Nash die PKW-Produktion während des Zweiten Weltkrieges für den Zeitraum von 1942 bis 1945 ein. Als die Fertigung nach dem Krieg wieder aufgenommen wurde, gab es keine Achtzylinder mehr im Modellprogramm. Der 1946er Ambassador Six war nun das größte Modell von Nash.

Im Gebiet der sowjetischen Besatzungszone soll ein Exemplar eines 1948er Ambassador als Vorlage für eine Eigenentwicklung (Horch 920 S) gedient haben. Es entstanden jedoch nur zwei Prototypen im Jahr 1950 („IFA Werk VEB Horch“).

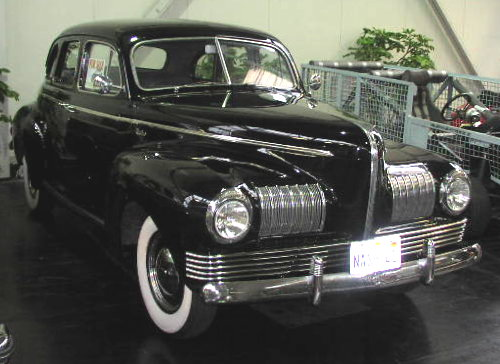
1941 Nash Ambassador Six
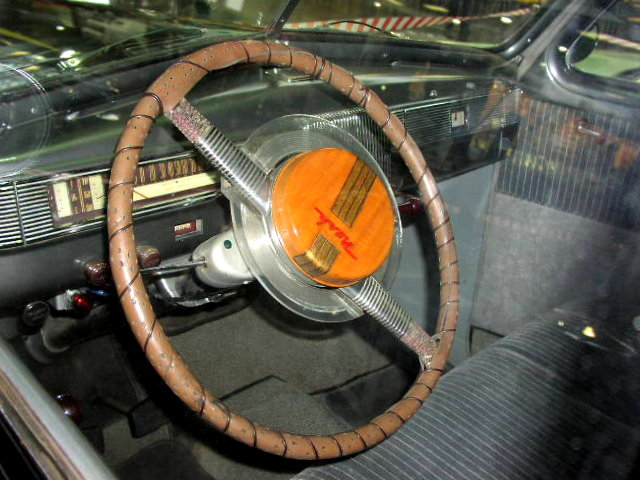
1941 Nash Ambassador Six Armaturenbrett
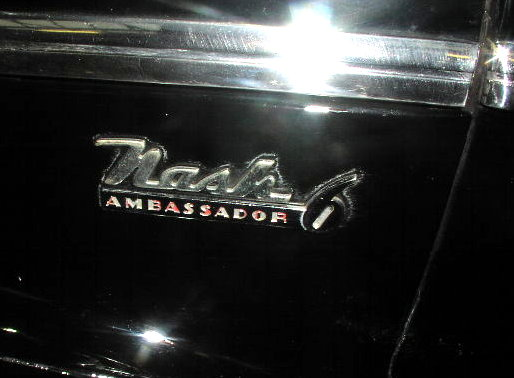
1941 Nash Ambassador 6 Emblem
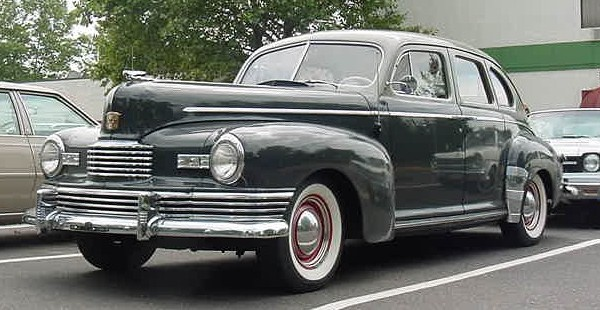
1946–1948 Nash Ambassador Slipstream Limousine, 4 Türer

## 1949–1951
Nash verwendete den Namen Ambassador auch in den Jahren 1949–1957 weiterhin für seine bestausgestatteten Modelle. George Walter Mason, der Präsident der Nash-Kelvinator Corporation, war ein ausgesprochener Befürworter der Aerodynamik im Fahrzeugbau, und so ist der Nachkriegs-Ambassador besonders bekannt für seine verkleideten Vorderräder. Als Nash das von Nils Erik Wahlberg und Holden Koto sowie Ted Pietsch neu entworfene Airflyte-Design herausbrachte, nahmen die Ambassador-Verkäufe wesentlich zu, wobei in den Jahren 1949 bis 1951 nur 2- und 4-türige Limousinen angeboten wurden. Der Ambassador war mit einem 6-Zylinder-Reihenmotor mit 3850 cm3 Hubraum und hängenden Ventilen (OHV) bestückt, der 1950 112 SAE-PS und 1952 dann 115 SAE-PS leistete. Daran angeschlossen waren manuelle 3-Gang-Schaltgetriebe, auf Wunsch mit Overdrive, die ihre Kraft an die starre Hinterachse übertrugen. Der Ambassador von 1950 war der erste PKW, der nicht von General Motors hergestellt wurde und gegen Aufpreis mit einem GM-Hydramatic-Automatikgetriebe ausgestattet werden konnte. Er hatte einen Radstand von 3073 mm, rundherum Schraubenfedern und Trommelbremsen.
Die Airflytes hatten auch komplett umlegbare Sitze, mit denen man solch einen Wagen zu einem Schlafplatz für drei Erwachsene machen konnte, passende Luftmatratzen gab es im Zubehör. Dies verschaffte den Wagen aber auch den zweifelhaften Ruf, in den 1950er-Jahren erste Wahl für Teenager zu werden. Darüber hinaus hatte er als eines der ersten Serienfahrzeuge bereits Sicherheitsgurte.
Mason dachte, die größten Marktchancen für Nash lägen in einer Produktpalette, die nicht auf die von anderen US-Autoherstellern bearbeiteten Marktsegmente zielte – den Kompaktwagen. Die Verkaufszahlen der großen Nash-Modelle lagen höher als vor dem Krieg und Mason startete ein Programm für kleinere Autos, wie den Nash Rambler, der die Traditionsmarke Rambler wieder auferstehen ließ.

Trivia: Ein Airflyte ist im Video-Clip Back for Good der britischen Pop-Band Take That zu sehen.

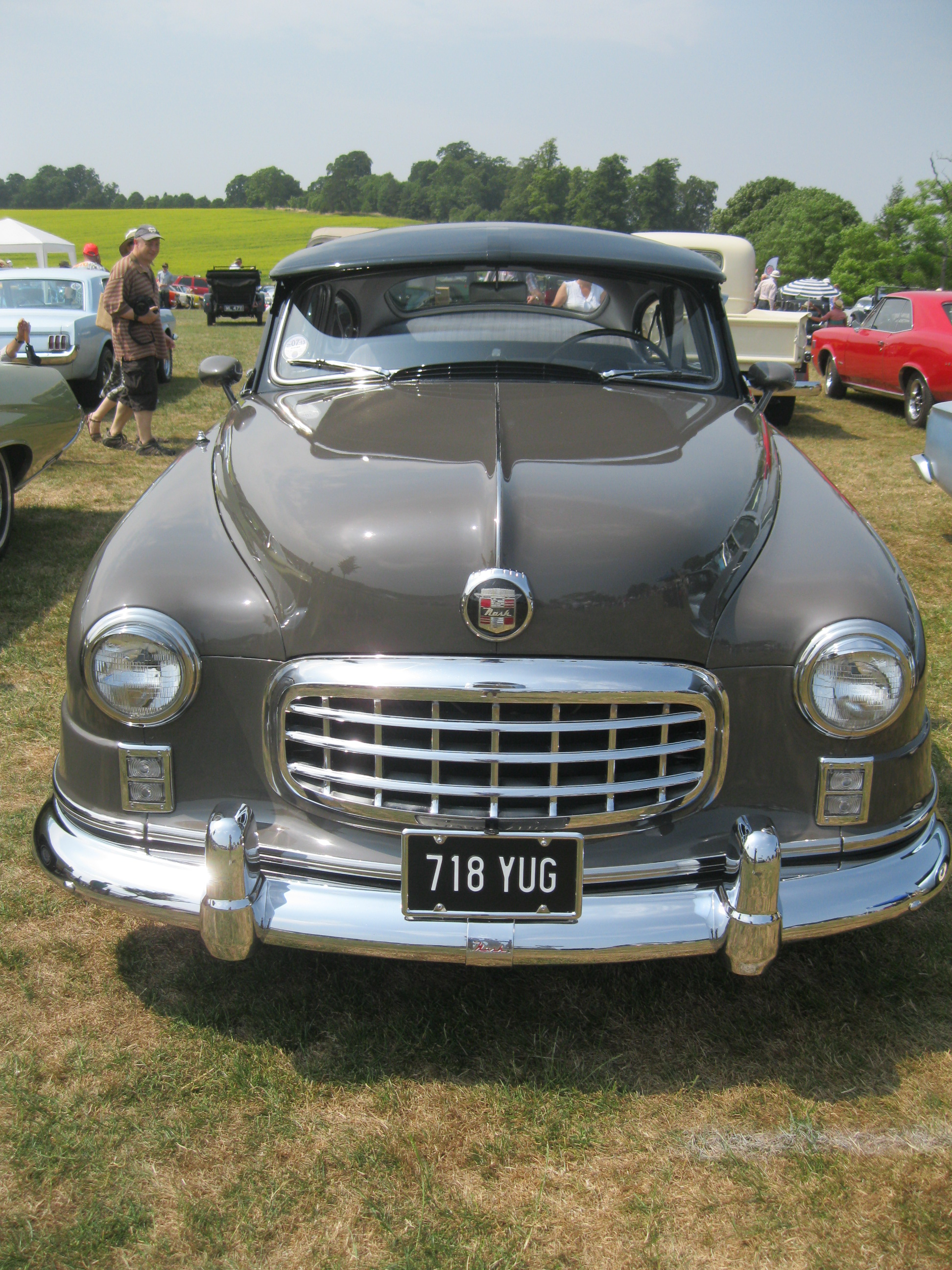
1950 Nash Ambassador Airflyte
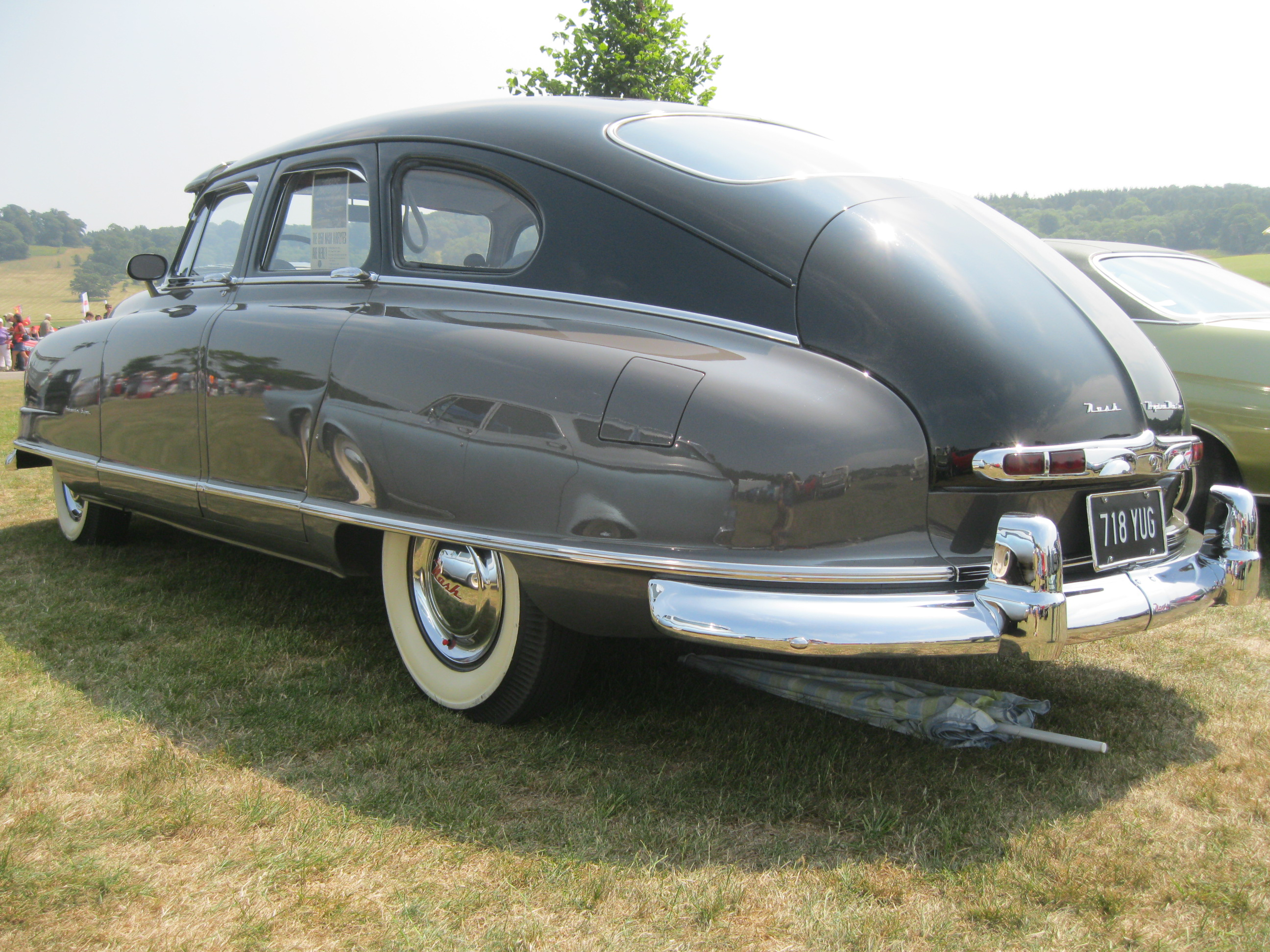
1950 Nash Ambassador Airflyte
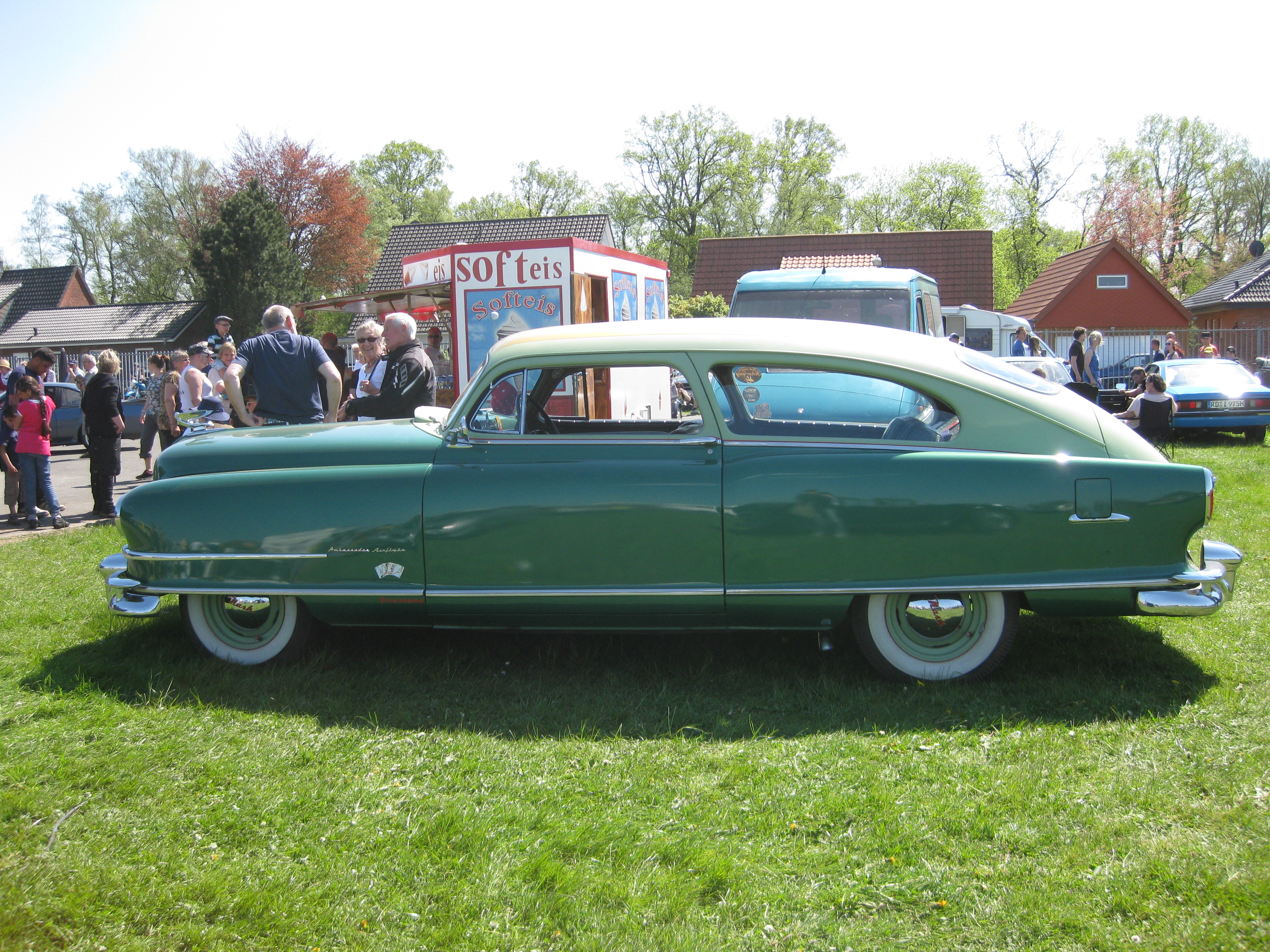
1951 Nash Ambassador Airflyte, Seitenlinie zum 1950 nahezu unverändert
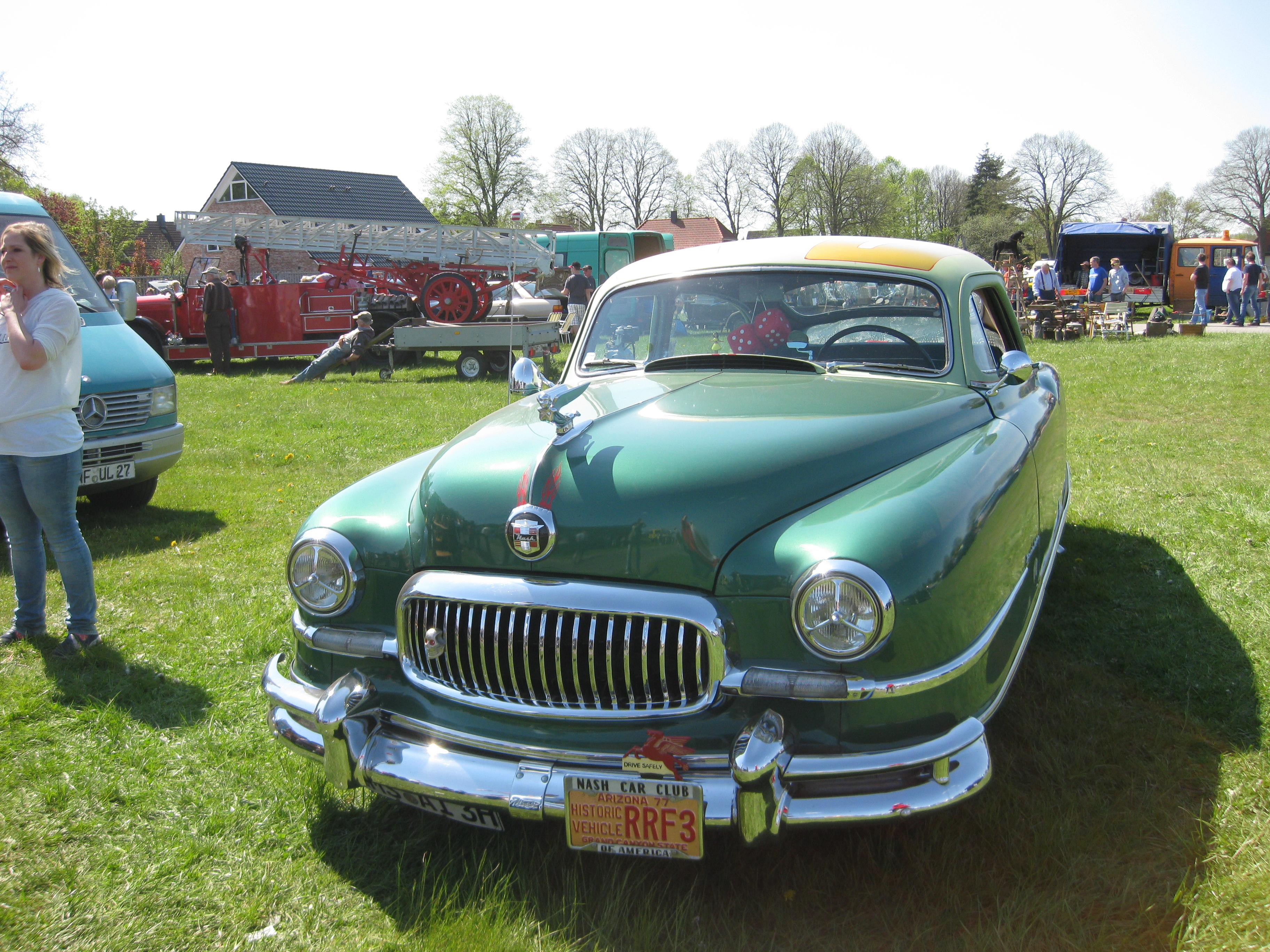
1951 Nash Ambassador Airflyte, Frontgrill mit senkrechten Streben und in Chromleiste integrierte Blickleuchten
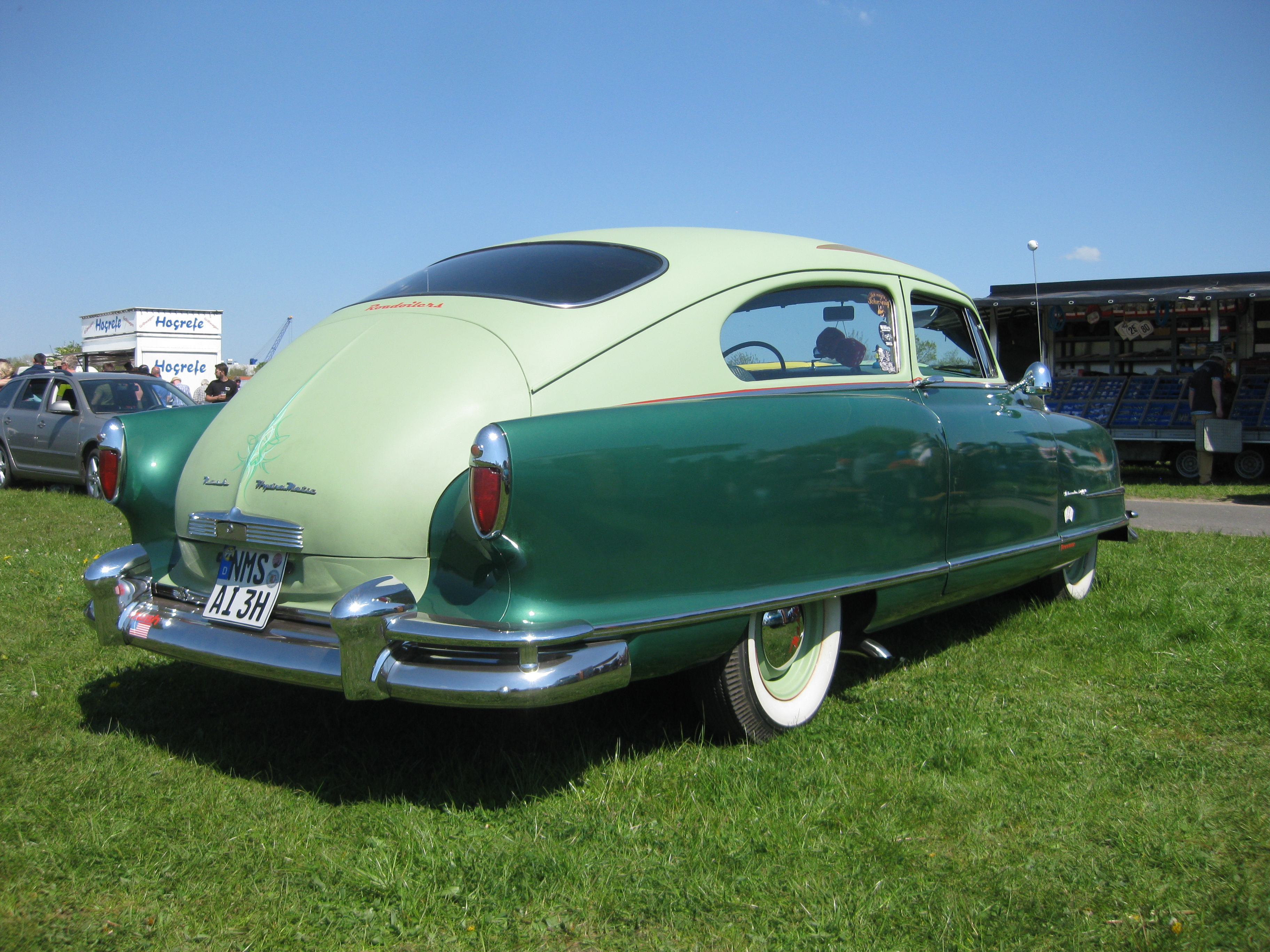
1951 Nash Ambassador Airflyte, Rückleuchten nicht mehr in Fahrzeugmitte, sondern in kleine Heckflossen

## 1952–1957

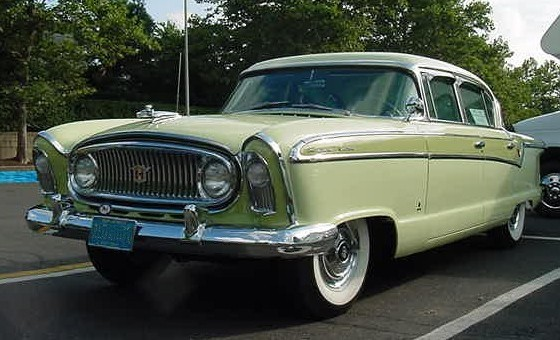
Nash Ambassador Limousine (1956)

Der Nash Ambassador wurde zuletzt 1952 umgestylt. 1954 gab es nur ein kleines Facelift. Der Golden Anniversary Pininfarina Nash – von Pininfarina entworfen – erhielt verschiedene Design-Preise. Wegen der durch den Koreakrieg hervorgerufenen Materialknappheit fielen die Verkaufszahlen bei Nash ebenso wie die der anderen Autohersteller 1952 deutlich. Der „Alles-muss-raus“-Verkaufskrieg 1954 zwischen Chevrolet und Ford schädigte viele unabhängige Automobilhersteller, so auch Nash. Die Airflytes starteten 1955 unter Direktor Edmund E. Anderson kräftig umgestaltet in ihre letzte Verkaufssaison. Panoramawindschutzscheiben, die um die A-Säulen herumliefen, zeigten sich mit vollkommen neuen Fahrzeugfronten und -hecks, die von den Vorderrädern mehr sehen ließen, als Nash seit seinen 1949er-Modellen enthüllt hatte. Den Ambassador gab es nun zum ersten Mal mit V8-Motor. Dieser kam von Packard und war mit dem Packard-Ultramatic-Automatikgetriebe verblockt.
Nash schickte seine 1956/1957er-Modelle hinten vollkommen neu gestaltet ins Rennen und bot eine Reihe von Zwei- und Dreifarbenlackierungen an. Die 1957er-Modelle hatten erstmals serienmäßig Doppelscheinwerfer. Während das Styling des Ambassador vielleicht etwas gelitten hatte, konnte Nash den Wagen mit dem oft angekündigten „Weather Eye“-Heizungs- und Ventilationssystem anbieten, an das man auch die moderne Klimaanlage von Nash anschließen konnte. Auch andere Automobilhersteller in den USA boten in einigen Modellen Klimaanlagen an, aber diese hatten große im Kofferraum montierte Entspannungseinheiten und Wärmetauscher, die das Fahrzeuginnere durch klare Kunststoffrohre und mit im Dachhimmel montierten Ventilatoren mit Luft versorgten. Nashs Klimaanlage war billig, platzsparend und passte unter die Motorhaube. Sie konnte entweder Frischluft oder Umluft verteilen und kostete nur halb so viel wie andere Systeme.
Nash-Kelvinator fusionierte mit der angrenzenden Hudson Motor Car Co. im April 1954 und bildete die American Motors Corporation (AMC). Sowohl Nash- als auch Hudson-Händler verkauften nun identische Rambler, die sich nur durch unterschiedliche Firmenzeichen unterschieden. Ebenso wurden die großen Modellreihen von Nash und Hudson weiterverkauft, während der Rambler die neue Firma im unteren Marktsegment vertrat. Im gleichen Maße wie die Verkaufszahlen des Rambler stiegen, fielen die der großen Nash-Modelle, auch des Ambassador.
Der letzte Ambassador verließ das Werk in Kenosha im Sommer 1957. Dennoch gab es den Namen Ambassador weiterhin – als Bezeichnung für die Topmodelle – bei Rambler und AMC bis 1974.